# Kormoran (film)
Kormoran je slovenski dramski film iz leta 1986 in prvi kinematografski film režiserja Tomašiča.
Med Vibinimi projekti je s proračunom, vrednim štiri milijarde in pol starih dinarjev, veljal za nizkoproračunskega. Ustvarjalci so porabili manj snemalnih dni od predpisanega maksimuma.

### Zgodba
Zapiti mornar srednjih let Maks Čok se znajde v življenjski krizi. Delodajalci mu ne zaupajo več. Njegova družina je že zdavnaj postala sprta. Na koncu stori samomor z obešanjem.

## Ustvarjalci o filmu
Boris Cavazza je za film napisal svoj prvi scenarij. To delo je videl kot hobi, igralstvo ga ni nehalo privlačiti zaradi stika z gledalci in kreativnih možnosti. Režiser Tomašič je sprejel vse igralce, ki jih je predlagal. Barbara Lapajne je bila vesela, da je debitirala s karakterno vlogo, ker je večinoma dobivala vloge naivk.

## Kritike
Stanka Godnič je zapisala, da ima film težave z zvokom v zaprtih prostorih, kar naredi škodo govorni podobi filma, ki je boljša, kot pri ostalih slovenskih film, saj se ne muči z neprepričljivo mešanico pogovorne, narečne in knjižne slovenščine, ampak je nevsiljivo neposredna, pristna ter odseva prostor in čas. Razlog za to je našla v Tomašičevem delu z bolj odprtim TV medijem, Cavazzevih izkušnjah z vsiljenimi besedili, ter sodelovanju z igralci. Pohvalila je obetavno debitantko Barbaro Lapajne, Milo Kačič z vso plemenito resignacijo, malega škrjančka Marka Miklaviča, homogeno igralsko ekipo in tenkočutno ekipo za kamero. Za divjaški začetek filma je od puljskih monarjev izvedela, da je mogoč in ni hotela, da bi bil samomor videti šokanten, saj je življenje tudi takšno, brez tragedij, oznanjenih z veliko začetnico. Film je videla kot dokaz, da se do dobrega filma pride tudi ceneje.

## Zasedba
- Boris Cavazza: Maks Čok
- Milena Zupančič
- Igor Samobor: Zoran
- Mila Kačič: stara mama
- Marko Miklavič: Jani
- Barbara Lapajne: Muki
- Janez Albreht: starček
- Ivo Ban: Grega
- Bernarda Gašperčič: Tanja
- Boris Kerč: miličnik
- Boris Kobal: Italijan
- Silvij Kobal: Italijan
- Danko Ljuština: zdravnik
- Marko Okorn: natakar
- Violeta Tomič: lepotička

## Ekipa
- fotografija: Jure Pervanje
- glasba: Zoran Predin (izvajalci: Lačni Franz)
- montaža: Andrija Zafranović
- scenografija: Janez Kovič
- kostumografija: Irena Felicijan
- maska: Berta Meglič

## Predvajanje
Film je premiero doživel 1. oktobra 1986. Ogled je bil odsvetovan otrokom, starim 12 let in manj.

## Izdaje na nosilcih
- Kormoran. videokaseta. Ljubljana : Andromeda, 1996

## Nagrade
- 1987: nagrada Prešernovega sklada za masko (iz obrazložitve: na videz neopazna maska, ki si jo nadeva sodobnost)[4]

### Teden domačega filma 1986
- debitant leta: Barbara Lapajne
- zlata nagrada Metod Badjura za igro: Boris Cavazza
- zlata nagrada Metod Badjura za scenarij